# Lexington, Missouri
Lexington är administrativ huvudort i Lafayette County i Missouri. Orten fick sitt namn efter Lexington i Kentucky.

## Kända personer från Lexington
- Josh Hawley, politiker
- Ike Skelton, politiker
- Hugh Campbell Wallace, diplomat